# Zacharias Nordmark
Zacharias Nordmark (auch Sakarias; * 29. Oktober 1751 in Luleå; † 26. Juni 1828 in Uppsala) war ein Physiker und Astronom. 
Er studierte an der Universität Uppsala und beendete dort auch 1776 seine Doktorarbeit in Astronomie, bevor er ebenfalls in Uppsala als Adjunkt für Astronomie arbeitete. 
1783 wurde er Professor für Experimentalphysik an der Universität Greifswald und 1787 in Uppsala. Im Jahr 1790 sowie von 1799 bis 1807 war er Rektor der Universität Uppsala. Er traf Bernouilli und Lagrange und untersuchte theoretisch das Gleichgewicht schwimmender Körper. In den Wasserkünsten der Bergwerke von Falun führte er hydraulische Experimente aus.